# 爱巴非洲鸟蛤
爱巴非洲鸟蛤（学名：Afrocardium richardi），舊稱爱巴鸟尾蛤，是帘蛤目鸟尾蛤科非洲鸟蛤属的一种。主要分布于台湾，常栖息在潮间带沙砾底。